# Prehistoria Malty

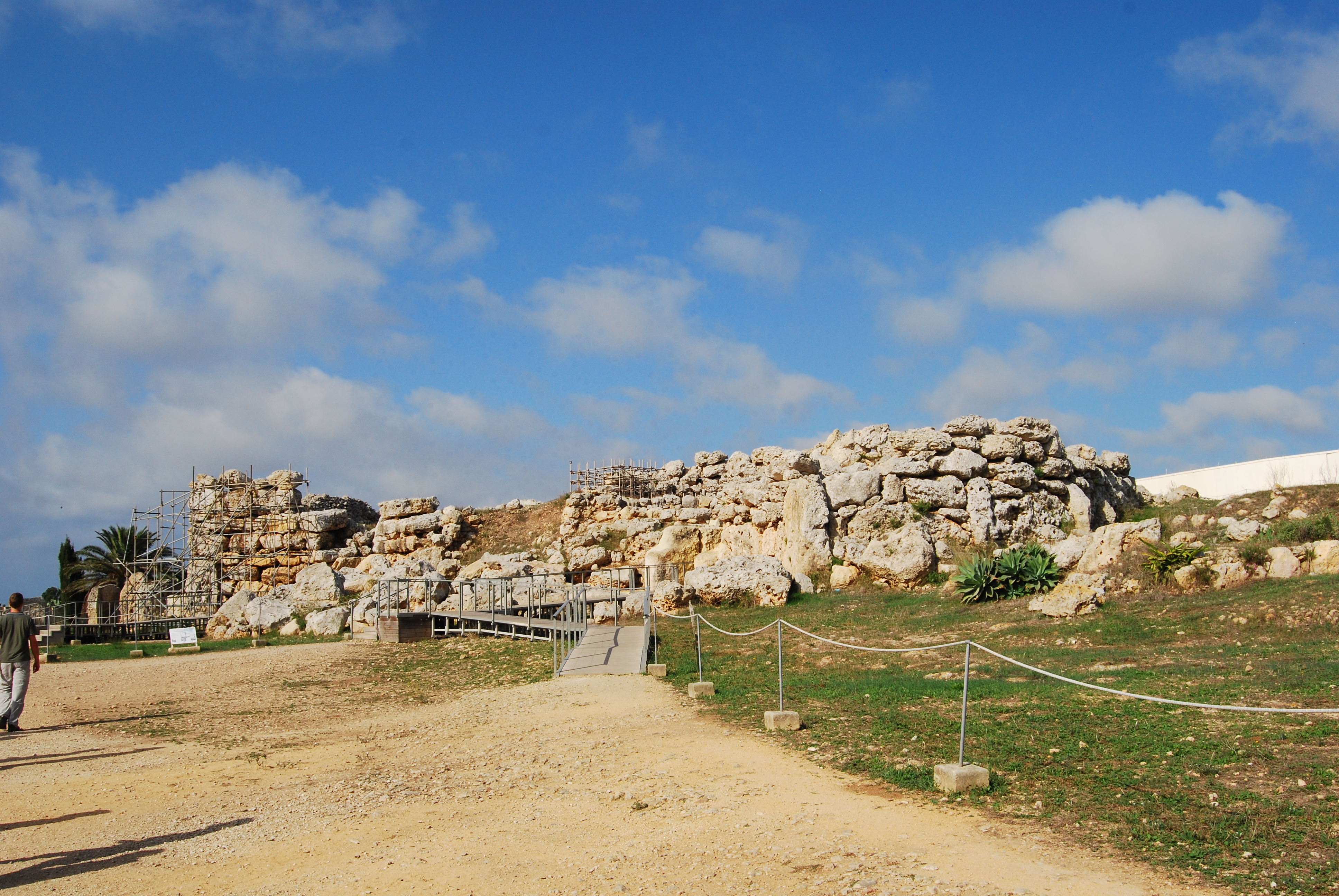
Ġgantija

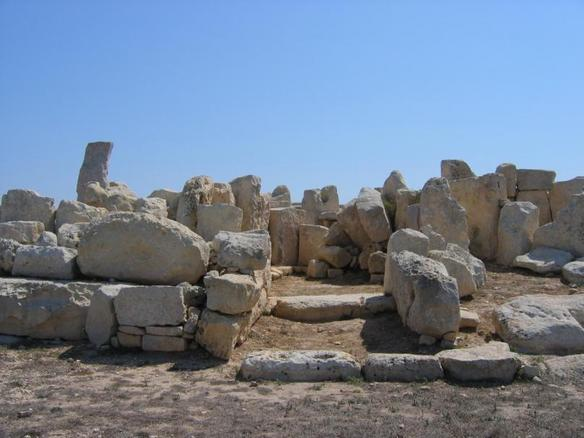
Ħaġar Qim

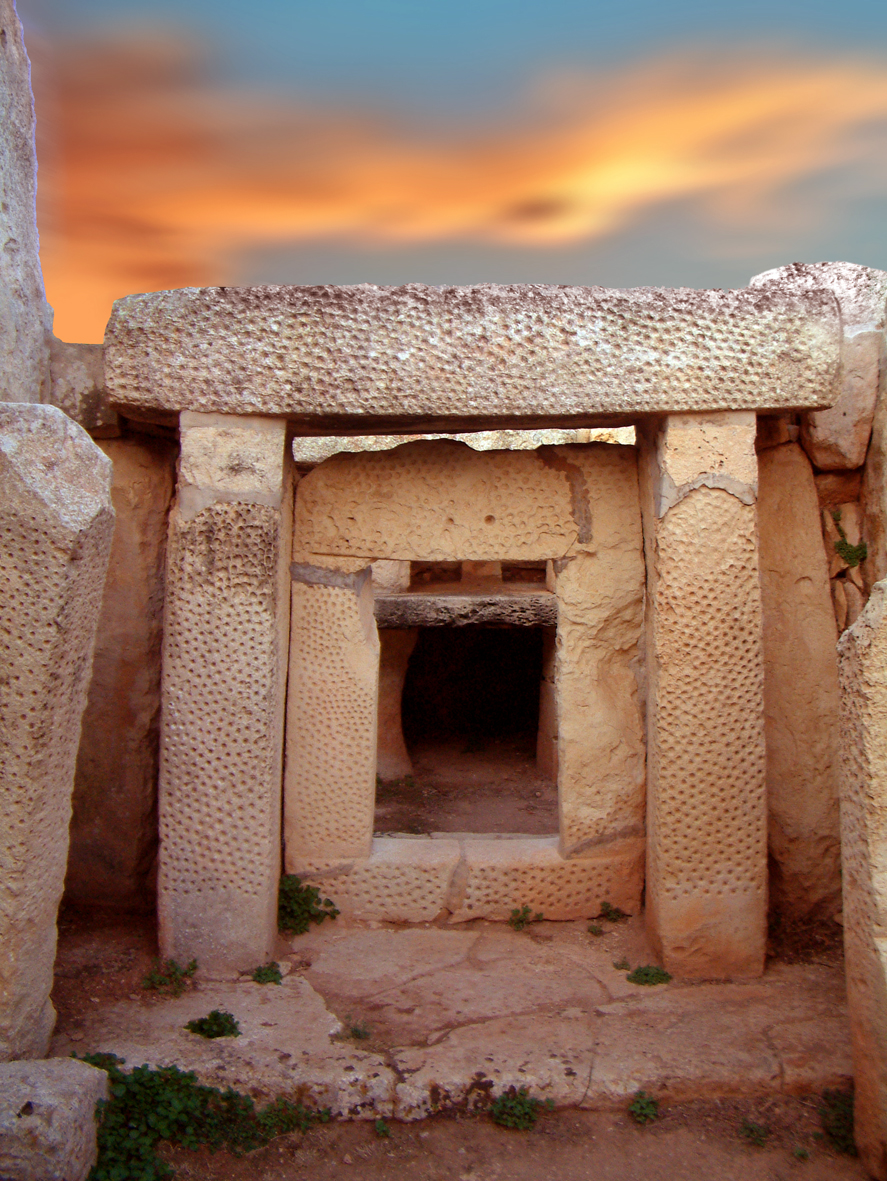
Mnajdra

Prehistoria Malty – historia Malty obejmująca okres neolityczny od ok. 5200 p.n.e do co najmniej 2500 p.n.e, gdy nastąpił kres cywilizacji na wyspach Malta i Gozo. W jaskini Għar Dalam odnaleziono ceramikę stworzoną przez człowieka z około 5000 r. p.n.e. Około 3600 p.n.e. zaczęto budować pierwsze większe budowle na Malcie – megalityczne świątynie, są one najstarszymi stojącymi budowlami w Europie i jednymi z najstarszych na świecie, są starsze niż piramidy w Egipcie.

## Okres Skorba
Prehistoryczny okres Skorba, obejmujący lata 4500–4100 p.n.e, cechował się budową licznych budowli megalitycznych, głównie sarkofagów i wolnostojących bloków skalnych. Ówcześni budowniczy byli pionierami kultury megalitycznej, która w późniejszych okresach rozwinęła się na Malcie w postaci bardziej rozbudowanych świątyń: Ħaġar Qim, Mnajdra czy Ġgantija.
W okresie tym na Malcie dopiero rozwijała się kultura agrarna, która polegała głównie na łowiectwie i gromadzeniu zapasów. Mieszkańcy Malty prowadzili wówczas głównie koczowniczy tryb życia.
Najważniejsze osady w okresie Skorba znajdowały się na terenie dzisiejszej jednostki administracyjnej Mġarr, gdzie w późniejszym okresie zbudowano świątynie megalityczne Skorba.

## Okres Żebbuġ
Prehistoryczny okres Żebbuġ, obejmujący lata 4100–3800 p.n.e, cechował się budową kolejnych licznych budowli megalitycznych, głównie w postaci sarkofagów i wolnostojących bloków skalnych.
W okresie tym większość mieszkańców Malty porzuciło koczowniczy styl życia na rzecz bardziej osiadłego trybu życia, opartego na rolnictwie i hodowli. Potwierdzają to znaleziska archeologiczne w postaci narzędzi, ceramiki, a także figur i wizerunków ludzkich, dokumentujące aspekty życia codziennego ówczesnej cywilizacji maltańskiej.

## Okres Mġarr
Prehistoryczny okres Mġarr, obejmujący lata 3800–3600 p.n.e, cechował się powstawaniem kolejnych budowli megalitycznych (sarkofagów i wolnostojących bloków skalnych), głównie na terenie dzisiejszej jednostki administracyjnej Mġarr. Ówcześni budowniczy byli priorytetami powstania Ta’ Ħaġrat.

## Okres Ġgantija
Prehistoryczny okres Ġgantija, obejmujący lata 3600–3000 p.n.e, cechował się powstawaniem bardziej potężnych budowli megalitycznych, głównie świątyni i kompleksów cmentarzy. Do dzisiejszych czasów przetrwały ruiny świątyń Ġgantija, Ħaġar Qim i Mnajdra, które były prawdopodobnie miejscami kultu i obrzędów religijnych, o czym może świadczyć obecność zdobionych ołtarzy oraz brak śladów pochówków. Te neolityczne świątynie były prawdopodobnie związane z kultem płodności i kultem bogini-matki.
Okres Ġgantija to także czas, w trakcie którego na Malcie rozwijała się bardziej zaawansowana kultura neolityczna, cywilizacja maltańska doskonaliła umiejętności z zakresu rolnictwa i hodowli. Społeczeństwa tej epoki zaczęły osiedlać się w stałych miejscach i tworzyć większe osady.

## Okres Tarxien
Prehistoryczny okres Tarxien, obejmujący lata 3000–2500 p.n.e, cechował się powstawaniem i rozbudową potężnych budowli megalitycznych, głównie świątyni i kompleksów cmentarzy. Do dzisiejszych czasów przetrwały ruiny świątyń Tarxien z okresu neolitu i epoki brązu.
Ówcześni mieszkańcy Malty byli zręcznymi budowniczymi i artystami, co potwierdzają liczne znaleziska takie jak figurki ludzkie, ceramika i reliefy znalezione w okolicach Tarxien.

## Okres Cmentarza Tarxien
Mimo wielowiekowego rozkwitu, w latach 2500–1500 p.n.e cywilizacja maltańska zniknęła z mapy historycznej. W okolicach 2500 lat p.n.e. nastąpiło załamanie kultury i społeczności na wyspie. Przyczyny kresu cywilizacji na Malcie dotychczas nie zostały jednoznacznie określone.